# Rancho Nuevo, Degollado
Rancho Nuevo är en ort i Mexiko.   Den ligger i kommunen Degollado och delstaten Jalisco, i den centrala delen av landet, 300 km väster om huvudstaden Mexico City. Rancho Nuevo ligger 1 781 meter över havet och antalet invånare är 184.
Terrängen runt Rancho Nuevo är kuperad norrut, men söderut är den platt. Runt Rancho Nuevo är det ganska tätbefolkat, med 70 invånare per kvadratkilometer. Närmaste större samhälle är Degollado, 4,7 km öster om Rancho Nuevo. I omgivningarna runt Rancho Nuevo växer huvudsakligen savannskog.